# مستعان ۱۱۰
مُستَعان یا مستعان ۱۱۰ نام دستگاهی تقلبی شبیه به در قابلمه بود که توسط سپاه پاسداران انقلاب اسلامی در اواخر فروردین ۱۳۹۹ رونمایی شد.سپاه در ابتدا مدعی شد که مستعان ۱۱۰ می‌تواند برای شناسایی لحظه‌ای ویروس کرونا از فاصلهٔ دور (شعاع ۱۰۰ متر) استفاده شود و در ستاد فرماندهی کل سپاه از آن رونمایی کرد. پس از واکنش‌های گستردهٔ طنز آمیز در شبکه‌های اجتماعی، سخنگوی سپاه سردار رمضان شریف، ادعا کرد که فعلاً این دستگاه تست‌های «راستی آزمایی اش» را می‌گذراند. بسیاری از خبرگزاری‌ها تخمین می‌زنند که سپاه به بهانهٔ ساخت مستعان ۱۱۰، میلیون‌ها دلار از بودجهٔ نظامی ایران را حیف و میل کرده است.

## رونمایی توسط سپاه

مراسم رونمایی

حسین سلامی، فرماندهٔ کل سپاه پاسداران، این دستگاه را پدیدهٔ علمی معرفی کرد که توسط «بسیجیان دانشمند و با اخلاص» تولید شده است و مدعی شد که آزمایش آن در بیمارستان‌های مختلف صورت گرفته و تا ۸۰ درصد عملکرد آن مثبت بوده است. سلامی در توضیح مکانیزم عمل این دستگاه گفت: «ویروس را داخل خشاب دستگاه می‌گذارند و میدان مغناطیسی که این ویروس ایجاد می‌کند باعث می‌شود که این آنتن هرکجا که ویروس مشابهی را پیدا کند، در شعاع ۱۰۰ متری به سمت آن حرکت می‌کند و ویروس در آن نقطه شناسایی می‌شود و در عرض ۵ ثانیه می‌تواند نقطه آلوده را کشف کند.»
انجمن فیزیک ایران اختراع دستگاه تشخیص آلودگی به ویروس کرونا از راه دور را «ادعایی باورناپذیر و در حد داستان‌های علمی و تخیلی» خواند و آن را یک ادعای شبه‌علمی دانست. مطابق بیانیهٔ این انجمن دانش بشری در حال حاضر توان شناسایی و آشکارسازی ذرات ۱۰۰ نانومتری را از راه دور ندارد.
خبر رونمایی از مستعان به سرعت با واکنش‌های طنزآمیز در شبکه‌های اجتماعی روبه‌رو شد. در پی واکنش‌های داخلی و خارجی به خبر تولید این دستگاه، رمضان شریف، سخنگو و مسئول روابط عمومی کل سپاه پاسداران انقلاب اسلامی اعلام کرد «سامانهٔ هوشمند تشخیص لحظه‌ای کرونا که با تمسک به قرآن مجید نام مستعان برای آن انتخاب شده است، یک سامانهٔ منحصر به فرد و دارای قابلیت‌های بالا و راستی‌آزمایی‌شده در تشخیص ویروس کرونا است که قبل از رونمایی رسمی بیش از ۱۰ روز در حداقل ۱۰ بیمارستان و مرکز درمانی درگیر بیماران کرونایی در کشور، تست و آزمایش شده است. سطح و میزان دقت این سامانه در تشخیص و کشف کرونا بین ۷۰ تا ۸۰ درصد مورد اذعان متخصصین و پزشکان قرار گرفته است که در صورت نیاز اساسی بیمارستان‌ها و پزشکان منتشر خواهد شد.» او واکنش‌های منفی به این خبر را غالباً از طرف رسانه‌های وابسته به بیگانه که احساس ضعف و تحقیر می‌کنند دانست. رمضان شریف نوید داد که فرایند تولید این دستگاه در آیندهٔ نزدیک آغاز خواهد شد. ولی بعد از آن سپاه، به سادگی هیچ توضیح بیشتری در مورد ادعایش نداد و اتفاقی هم نیفتاد.
رمضان شریف سخنگوی سپاه پاسداران، در ادامه گفت «بزودی فرایند تولید و مختصات و قابلیت‌های فنی» این دستگاه «با حضور اصحاب رسانه و متخصصین تشریح خواهد شد». اما به رغم گذشت ماه‌ها از این وعده، نشست یاد شده تاکنون برگزار نشده است.
۲۸ فروردین ۱۳۹۹ کیانوش جهانپور، سخنگوی وزارت بهداشت ایران در نشست خبری ویدیویی خود در پاسخ به خبرنگار خبرگزاری آناتولی دربارهٔ ساخت دستگاه ویروس‌یاب کرونا گفت: «اگر این دستگاه از سوی وزارت بهداشت تأیید شده بود حتماُ در گزارش رونمایی آن اعلام می‌شد. مرجع تأیید وزارت بهداشت است. این دستگاه را سازمان غذا و دارو تأیید نکرده، اگر تأیید بشود مجوز تولید انبوه می‌دهیم.»
در همین راستا، وزارت خارجه آمریکا در واکنشی طنزآلود به ساخت این دستگاه، از سپاه پاسداران درخواست کرد پس از این دستگاه، یک دستگاه جن‌یاب بسازد! همچنین حسام‌الدین آشنا، رئیس مرکز بررسی‌های استراتژیک و مشاور ریاست‌جمهوری، با انتشار متنی در صفحه توییتر خود خطاب به صداوسیما، برنامه معرفی این دستگاه را رپرتاژ آگهی خواند و خواستار خودداری از آن شد.

### وضعیت پس از سه ماه
رمضان شریف روز دوشنبه ۲۳ تیرماه ۱۳۹۹، مدعی شده که این دستگاه «بخش عمده‌ای از تست‌های راستی‌آزمایی‌اش را با موفقیت از سر گذرانده» ولی هنوز به «مرحله تولید» نرسیده است. سخنگوی سپاه پاسداران توضیح نداده که این تست‌ها در کدام بیمارستان یا مرکز علمی در حال انجام است.

## تقلبی بودن
تبلیغات رسمی ایران مستعان را اختراعی جدید و منحصر به فرد معرفی کرده‌اند. با این وجود و پیش از این نیز دستگاه‌هایی مشابه ویروس‌یاب ادعایی سپاه در ایران و کشورهای دیگر نمایش یافته‌اند.
دویچه وله ادعای کار کردن دستگاه را رد کرد.

### در ایران
در سال ۱۳۹۷ دستگاهی برای ردیابی «هر نوع ماده جامد یا مایع» با برد ۴۲ کیلومتر در ارومیه نمایش داده شد که گفته می‌شود آن هم مبتنی بر امواج الکترومغناطیس است و فردی بنام کامبیز گلشنی مدعی اختراع آن بود. همچنین در سال ۱۳۹۶، دستگاه سوخت‌یاب الکترونیکی برای کشف و مقابله با فرآورده‌های نفتی قاچاق و با برد ۳۰۰ متری رونمایی شده بود که کامبیز گلشنی مدعی اختراع این دستگاه شده بود. خبر دیگری که در سال ۱۳۸۸ منتشر شده بود گلشنی مخترع دستگاه مین‌یابی است که به تولید انبوه رسیده و در مراسم معرفی این دستگاه هم فرماندهان سپاه و مقام‌هایی از جمله نادر قاضی‌پور حضور داشته‌اند.
افزون بر موارد فوق در رسانه‌های ایران تا کنون اخبار مشابهی در مورد تولید دستگاه‌های فلزیاب و آب‌یاب هم منتشر شده است.

### خارج از ایران

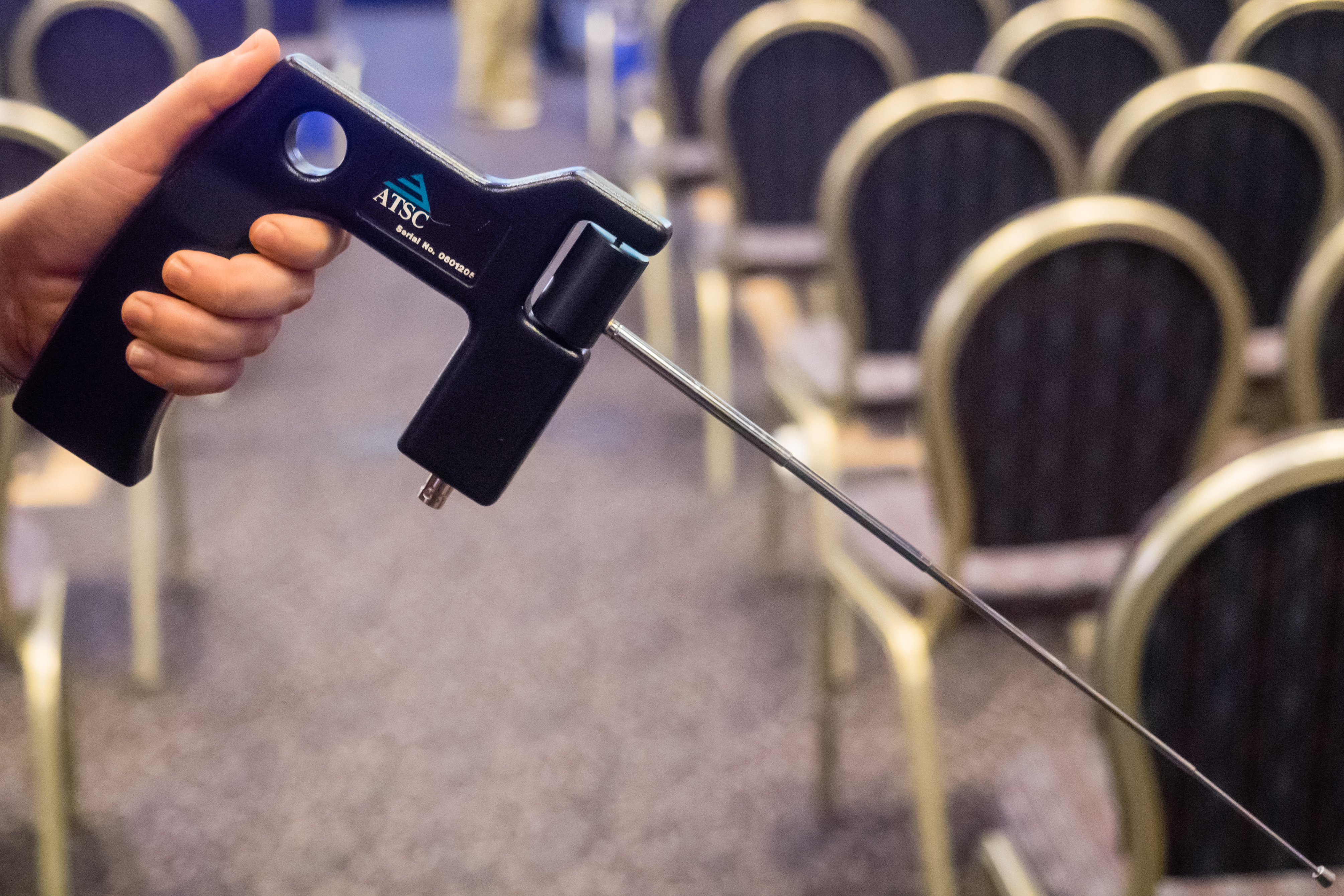
ADE 651 یک آشکارساز بمب جعلی ساختهٔ شرکت بریتانیایی Advanced Tactical Security Communications Ltd (ATSC) است. ATSC ادعا کرد که این دستگاه می‌تواند از راه دور به‌طور مؤثر و دقیق انواع مواد منفجره، مواد مخدر، عاج و سایر مواد را تشخیص دهد.

ردیاب‌های ادعایی مشابه در دیگر کشورهای جهان از جمله کشورهای مختلف در خاورمیانه، شمال آفریقا، شرق آسیا و آمریکای لاتین معرفی شده‌اند و کلاهبرداران از این طریق مبالغ هنگفتی را کسب کرده‌اند.
محصولی مشابه در آمریکا برای پیدا کردن توپ‌های گلف معرفی شده است.
بعدها دستگاه ای‌دی‌ئی ۶۵۱ توسط یک کلاهبردار بریتانیایی به کشورهای مختلف به عنوان بمب‌یاب فروخته شد. ای‌دی‌ئی ۶۵۱ به دلیل استفادهٔ بی‌ثمر ارتش عراق برای شناسایی خودروهای بمب‌گذاری‌شده و بمب‌های کنار جاده‌ای در رسانه‌ها مطرح شده بود و سرانجام سازندهٔ دستگاه ای‌دی‌ئی ۶۵۱ در بریتانیا به ۷ سال زندان محکوم شد.
همچنین شش سال پیش از مستعان، ارتش مصر مدعی ابداع دستگاهی مشابه ای‌دی‌ئی ۶۵۱ شد که برای ردیابی ویروس اچ‌آی‌وی و هپاتیت به کار می‌رود که این ادعا بعدها تبدیل به درمان ایدز شد. سازندگان دستگاه مصری برای معرفی دستگاه خود در ادبیاتی مشابه ادبیات به‌کاررفته در تبلیغات مستعان، آن را دستگاهی مبتنی بر فرکانس‌های زیستی الکترومغناطیسی معرفی می‌کردند. نشریهٔ نیچر در مقاله‌ای ضمن اشاره به نبود هیچ مطالعهٔ علمی دیگر در این زمینه نمایش دستگاه ادعایی را «رویدادی شرم‌آور» برای حکومت مصر دانست.